# Fogo grego

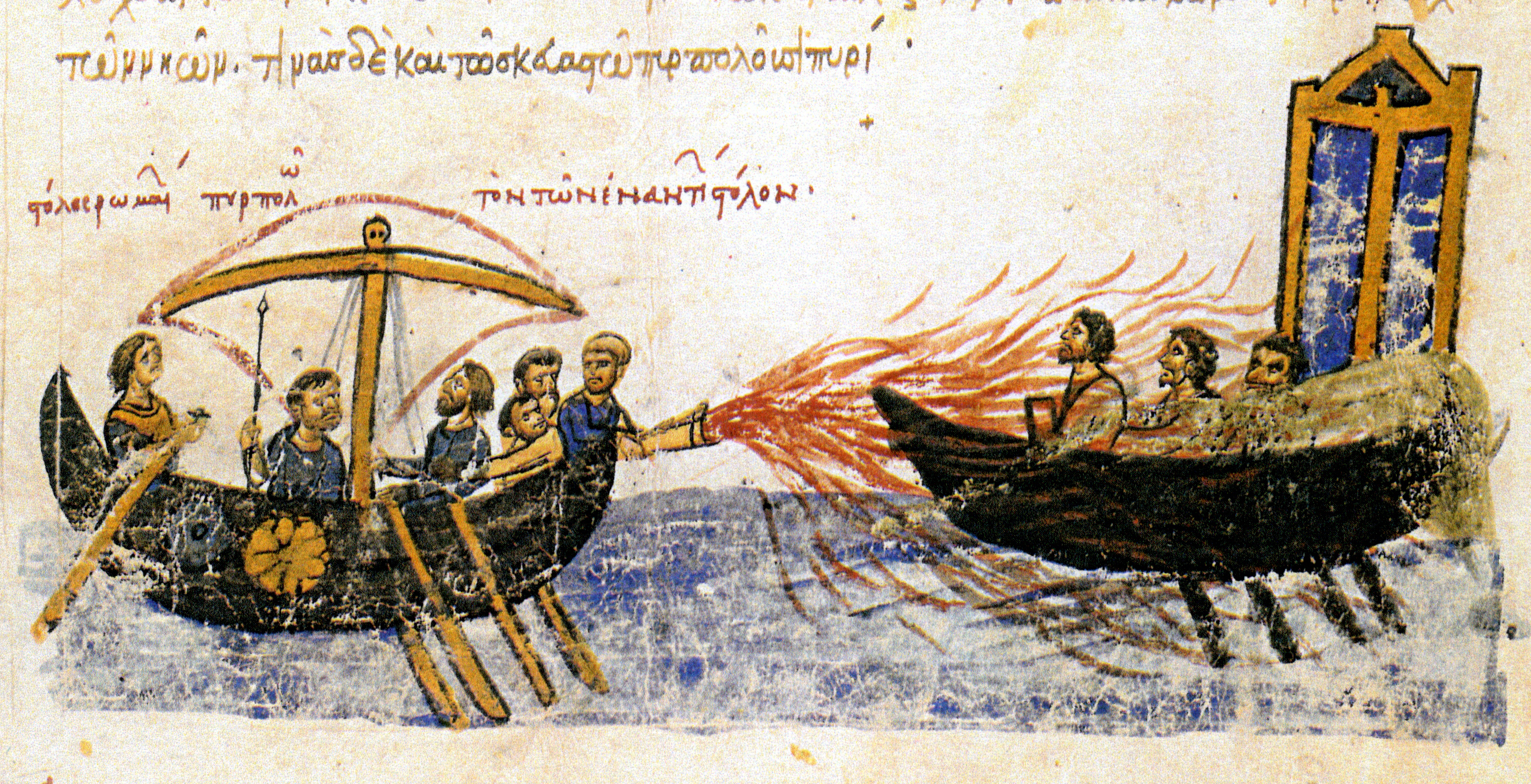
Fogo grego em uso contra outro navio.

Fogo grego, também dito fogo-greguês ou simplesmente, greguês, era uma arma incendiária usada pela marinha bizantina. Os bizantinos usavam-no em batalhas navais para maior efetividade, já que podia continuar a queimar ao flutuar na água. A arma era uma vantagem tecnológica e foi responsável por muitas vitórias militares bizantinas decisivas, nomeadamente na salvação de Constantinopla de dois cercos árabes, assegurando assim a sobrevivência do império.
Tal foi a impressão causada pelo fogo grego nos cruzados da Europa ocidental, que o nome passou a ser aplicado a qualquer tipo de arma incendiária, inclusive as usadas pelos árabes, chineses e mongóis. Essas, entretanto, usavam preparados diferentes e não a fórmula bizantina, que era um segredo de estado fortemente guardado e que foi perdido. A composição do fogo grego permanece matéria de especulação e debate, com propostas que incluíram combinações de resina de pinheiro, nafta, cal, enxofre ou salitre. O uso bizantino de misturas incendiárias distinguia-se pelo uso de bocais pressurizados, ou sifão (siphōn), para atirar o líquido sobre o inimigo.
Embora o termo “fogo grego” seja de uso geral em muitas línguas desde as Cruzadas, nas fontes bizantinas originais ele é chamado por vários nomes, como “fogo do mar” (grego antigo: πῦρ θαλάσσιον, pyr thalássion), “fogo romano” (πῦρ ῥωμαϊκόν, pyr rhomaïkón), "fogo de guerra” (πολεμικὸν πῦρ, polemikòn pyr), "fogo líquido” (ὑγρὸν πῦρ, hygron pyr) ou “fogo fabricado” (πῦρ σκευαστόν, pyr skeuastón).

## História
Armas incendiárias foram usadas em guerras por séculos antes da invenção do fogo grego, contendo misturas baseadas em enxofre, petróleo e betume. Além disso, Tucídides menciona o uso de lança-chamas tubulares no cerco de Délio em 424 a.C. Na guerra naval, foi registrado pelo cronista João Malalas o uso, pela frota do imperador bizantino Anastácio I Dicoro (r. 491–518), de uma mistura com base em enxofre para derrotar a revolta de Vitaliano em 515 d.C., seguindo o conselho de um filósofo ateniense chamado Proclo.
O fogo grego, propriamente, foi desenvolvido por volta de 672, e é atribuído pelo cronista Teófanes a Calínico, um arquiteto de Heliópolis na então província da Fenícia, na época devastada pelas conquistas islâmicas. A acurácia e exata cronologia deste fato são questionadas: Teófanes reporta o uso de navios carregadores de fogo e equipados com sifões pelos bizantinos alguns anos antes da suposta chegada de Calínico a Constantinopla. Se isto não se deve a confusão cronológica dos eventos do cerco, pode sugerir que Calínico simplesmente apresentou uma versão aprimorada de uma arma preexistente.
O historiador James Riddick Partington sugere ser provável que o fogo grego não tenha sido uma criação de uma única pessoa, e sim “inventada pelos químicos em Constantinopla que tinham herdado as descobertas da escola de química de Alexandria”. Realmente, o cronista do século XI Jorge Cedreno registra que Calínico havia vindo de Heliópolis no Egito, mas a maioria dos estudiosos indica isto como um erro. Cedreno também registra a história, considerada implausível pelos estudiosos modernos, de que os descendentes de Calínico, uma família chamada Lampros (“Brilhante”), mantinha o segredo da fabricação do fogo e continuou a fazê-lo até a época de Cedreno.
O desenvolvimento do fogo grego por Calínico ocorreu num momento crítico na história do Império Bizantino: enfraquecidos por longas guerras com a Pérsia Sassânida, os bizantinos eram incapazes de resistir efetivamente às investidas das conquistas islâmicas. Ao longo de uma geração, a Síria, a Palestina e o Egito haviam caído sob domínio árabe, que por volta de 672 saíram para conquistar a capital imperial de Constantinopla. O fogo grego foi utilizado com grande efeito contra as frotas islâmicas, ajudando a repelir os muçulmanos no primeiro e segundo cercos da cidade. Registros do seu uso em batalhas navais posteriores contra os sarracenos são mais esporádicos, mas ele assegurou algumas vitórias, especialmente na fase de expansão bizantina no final do século IX e início do X. A utilização da substância foi relevante nas guerras civis bizantinas, principalmente na revolta das frotas em 727 e na grande rebelião liderada por Tomás, o Eslavo em 821-823. Em ambos os casos, as frotas rebeldes foram derrotadas pela frota imperial de Constantinopla pelo uso do fogo grego. Os bizantinos também utilizaram a arma com efeitos devastadores contra os vários ataques dos rus’ ao Bósforo, especialmente aqueles de 941 e de 1043, bem como durante a Guerra Búlgara de 970-971, quando os navios bizantinos carregando fogo bloquearam o Danúbio.
A importância do fogo grego durante os esforços do império contra os árabes levou sua descoberta a ser atribuída à intervenção divina. O imperador Constantino VII Porfirogênito (r. 913–959), em seu livro Sobre a Administração Imperial, aconselha seu filho e herdeiro, Romano II (r. 959–963), a nunca revelar os segredos de sua fabricação, uma vez que ela havia sido “mostrada e revelada por um anjo para o grande e sagrado primeiro imperador cristão Constantino”, e que o anjo lhe recomendou a “somente preparar este fogo para os cristãos, e somente na cidade imperial”. Como aviso, ele acrescenta que um oficial, que fora subornado para entregar um pouco dele para os inimigos do império, foi atingido por uma “chama vinda do céu”, quando estava prestes a entrar em uma igreja. Como este incidente demonstra, os bizantinos não podiam evitar a captura de sua preciosa arma secreta: os árabes aprisionaram pelo menos um navio de fogo intacto em 827, e os búlgaros capturaram vários sifões e bastante da própria substância em 812/814. Isto, entretanto, aparentemente não foi suficiente para que seus inimigos a copiassem (ver abaixo). Os árabes, por exemplo, utilizaram diversas substâncias incendiárias similares à arma bizantina, mas eles não foram capazes de copiar o método bizantino de sua utilização com o sifão, e em lugar disso utilizaram catapultas e granadas.
O fogo grego continuou a ser mencionado durante o século XII, e Ana Comnena faz uma descrição intensa do seu uso numa batalha naval contra Pisa em 1099. Entretanto, embora o uso de navios de fogo apressadamente improvisados seja mencionado durante o cerco de Constantinopla de 1203 pela Quarta Cruzada, nenhum registro confirma o uso do verdadeiro fogo grego. Isto pode ter sido causado pelo desarmamento geral do império nos vinte anos que precederam o saque, ou porque os bizantinos tinham perdido o acesso às regiões onde os ingredientes primários eram encontrados, ou talvez mesmo porque com o tempo o segredo tinha sido perdido.
No século XIX, é reportado que um armênio, chamado Kavafian, contatou o governo do Império Otomano com um novo tipo de fogo grego que ele dizia ter desenvolvido. Kavafian recusou-se a revelar a sua composição quando inquirido pelo governo, insistindo em ser colocado no comando do seu uso durante combates navais. Pouco depois disso, ele foi envenenado pelas autoridades imperiais, sem que essas tivessem descoberto o seu segredo.

## Fabricação

### Características gerais
Como mostram os avisos de Constantino VII Porfirogênito, os ingredientes e os processos de fabricação e lançamento do fogo grego eram segredos militares cuidadosamente guardados. O segredo era tão restrito que a composição do fogo grego foi perdida para sempre e permanece objeto de especulação. Consequentemente, o “mistério” da fórmula por muito tempo dominou a pesquisa sobre o fogo grego. Apesar deste foco quase exclusivo, entretanto, o fogo grego é mais bem entendido como um completo sistema de combate com muitos componentes, todos eles necessitando operar juntos para torná-lo efetivo. Isto compreendia não somente a fórmula da sua composição, mas também os navios especializados dromons que o carregavam para a batalha, o mecanismo usado para preparar a substância, aquecendo-a e pressurizando-a, o sifão que o lançava e o treinamento especial do sifonário (siphōnarioi) que o utilizava. O conhecimento do sistema completo era altamente compartimentalizado, com operadores e técnicos que conheciam os segredos de somente um componente, assegurando que nenhum inimigo poderia ganhar o conhecimento sobre ele em sua totalidade. Isto explica por que, quando os búlgaros tomaram Nessebar e Burgas em 814, eles capturaram 36 sifões e mesmo uma certa quantidade da substância, mas foram incapazes de fazer qualquer uso deles.
A informação disponível sobre o fogo grego é exclusivamente indireta, baseada em referências nos manuais militares bizantinos e algumas fontes históricas secundárias, como Ana Comnena e cronistas da Europa ocidental, que frequentemente são imprecisas. Na sua obra Alexíada, Ana Comnena fornece uma descrição de uma arma incendiária que foi usada pela guarnição bizantina de Dirráquio em 1108 contra os normandos. Ela costuma ser vista como pelo menos uma “receita” parcial do fogo grego:
| “ | Este fogo é fabricado pelas seguintes artes. Do pinheiro e certas árvores perenes, a resina inflamável é coletada. Ela é esfregada com enxofre e colocada em tubos de bambu, e é soprada pelos homens com a respiração violenta e contínua. Desta maneira, ela encontra o fogo na ponta, se incendeia e cai como um redemoinho ardente nas faces dos inimigos. | ” |

Ao mesmo tempo, os relatos dos cronistas ocidentais do famoso ignis graecus são em grande medida incertas, uma vez que eles usam o nome para todo e qualquer tipo de substância incendiária.
Ao tentar reconstruir o fogo grego, a evidência concreta que emerge das referências literárias contemporâneas fornece as seguintes características:
- Ele queimava sobre a água e, de acordo com algumas interpretações, era inflamado pela água. Além disso, como numerosos escritores atestam, ele podia ser extinto por somente algumas substâncias, como areia (que o privava de oxigênio), vinagre forte ou urina velha, presumivelmente por alguma reação química.[38][39][40]
- Ele era uma substância líquida e não algum tipo de projétil, como se verifica tanto pelas descrições como pelo próprio nome “fogo líquido”.[38][39]
- No mar, ele era geralmente ejetado por um sifão,[38][39] embora também fossem usados potes de cerâmica ou granadas enchidos com ele.[41]
- A descarga do fogo grego era acompanhada por “trovão” e “muita fumaça”.[38][39][42]

## Teorias sobre a composição
A primeira e, por muito tempo, mais popular teoria contemplando a composição do fogo grego indicava que o seu ingrediente principal era o nitrato de potássio, tornando-o uma forma primitiva de pólvora. Este argumento se baseava na descrição de “trovão e fumaça”, bem como na distância a que a chama podia ser projetada pelo sifão, o que sugeria uma descarga explosiva. Desde os tempos de Isaac Vossius, diversos estudiosos aderiram a esta posição, principalmente a chamada “escola francesa” durante o século XIX, que incluía o famoso químico Marcellin Berthelot. Esta visão foi depois rejeitada, uma vez que o nitrato de potássio não parece ter sido usado em guerras na Europa ou no Oriente Médio antes do século XIII, e está totalmente ausente dos registros dos árabes, os mais importantes químicos do mundo mediterrâneo, na mesma época. Além disso, a natureza da mistura proposta teria sido radicalmente diferente da substância projetada pelos sifões descrita pelas fontes bizantinas.
Uma segunda visão, baseada no fato de que o fogo grego não era extinguível pela água – na verdade, algumas fontes sugerem que a água caindo sobre ele intensificava as chamas – indicava que a sua força destrutiva era o resultado de uma reação explosiva entre água e cal. Embora a cal certamente fosse conhecida e usada pelos bizantinos e árabes em guerras, a teoria é refutada pela evidência literária e empírica. Uma substância baseada na cal teria que entrar em contato com água para entrar em ignição, enquanto a obra Táctica do imperador Leão VI indica que o fogo grego era frequentemente derramado diretamente nos conveses dos navios inimigos, embora os conveses reconhecidamente fossem mantidos molhados devido à falta de selantes. Da mesma forma, Leão descreve o uso de granadas, o que reforça a visão de que o contato com a água não era necessário para a ignição da substância. Além disso, C. Zenghelis mostrou que, baseado em experiências, o resultado real da reação água-cal seria desprezível em mar aberto. Outra proposta similar sugeria que Calínico tinha na verdade descoberto o fosfeto de cálcio. Em contato com a água, o fosfeto de cálcio libera fosfina, que se inflama espontaneamente. Entretanto, experiências extensivas com ele não conseguiram reproduzir a intensidade descrita do fogo grego.
Embora a presença tanto de cal quanto de nitrato de potássio na mistura não possa ser inteiramente excluída, eles não eram os ingredientes primários. A maior parte dos estudiosos modernos concorda que o verdadeiro fogo grego era baseado em petróleo, cru ou refinado, comparável ao moderno napalm. Os bizantinos tinham fácil acesso a óleo cru de poços naturais que ocorriam próximo ao mar Negro (por exemplo, os poços em torno de Tmutorakan, registrados por Constantino VII Porfirogênito) ou em várias localidades por todo o Oriente Médio. Um nome alternativo para o fogo grego era “fogo medo” (μηδικὸν πῦρ) e o historiador do século VI Procópio de Cesareia registrou que o óleo cru, que era chamado nafta pelos persas (em grego, νάφθ α, naphtha), era conhecido pelos gregos como “óleo medo”. Isto parece confirmar o uso da nafta como um ingrediente básico do fogo grego. Existe também um documento em latim, sobrevivente do século IX e preservado em Volfembutel, na Alemanha, que menciona os ingredientes do que parece ser o fogo grego e a operação dos sifões utilizados para lançá-lo. Embora o texto possua algumas imprecisões, ele claramente identifica o principal componente como nafta. As resinas eram provavelmente adicionadas como espessante (o Preceitos Militares se refere à substância como πῦρ κολλητικόν, “fogo pegajoso”) e para aumentar a duração e intensidade da chama. Uma mistura teórica moderna incluiu o uso de alcatrão de pinho e gordura animal junto com outros ingredientes.
Um tratado do século XII preparado por Mardi ibne Ali de Tarso para Saladino registra uma versão árabe do fogo grego, chamada naft, que também tinha o petróleo como base, com a adição de enxofre e várias resinas. Entretanto, qualquer relação direta com a fórmula bizantina é muito improvável.

## Métodos de utilização

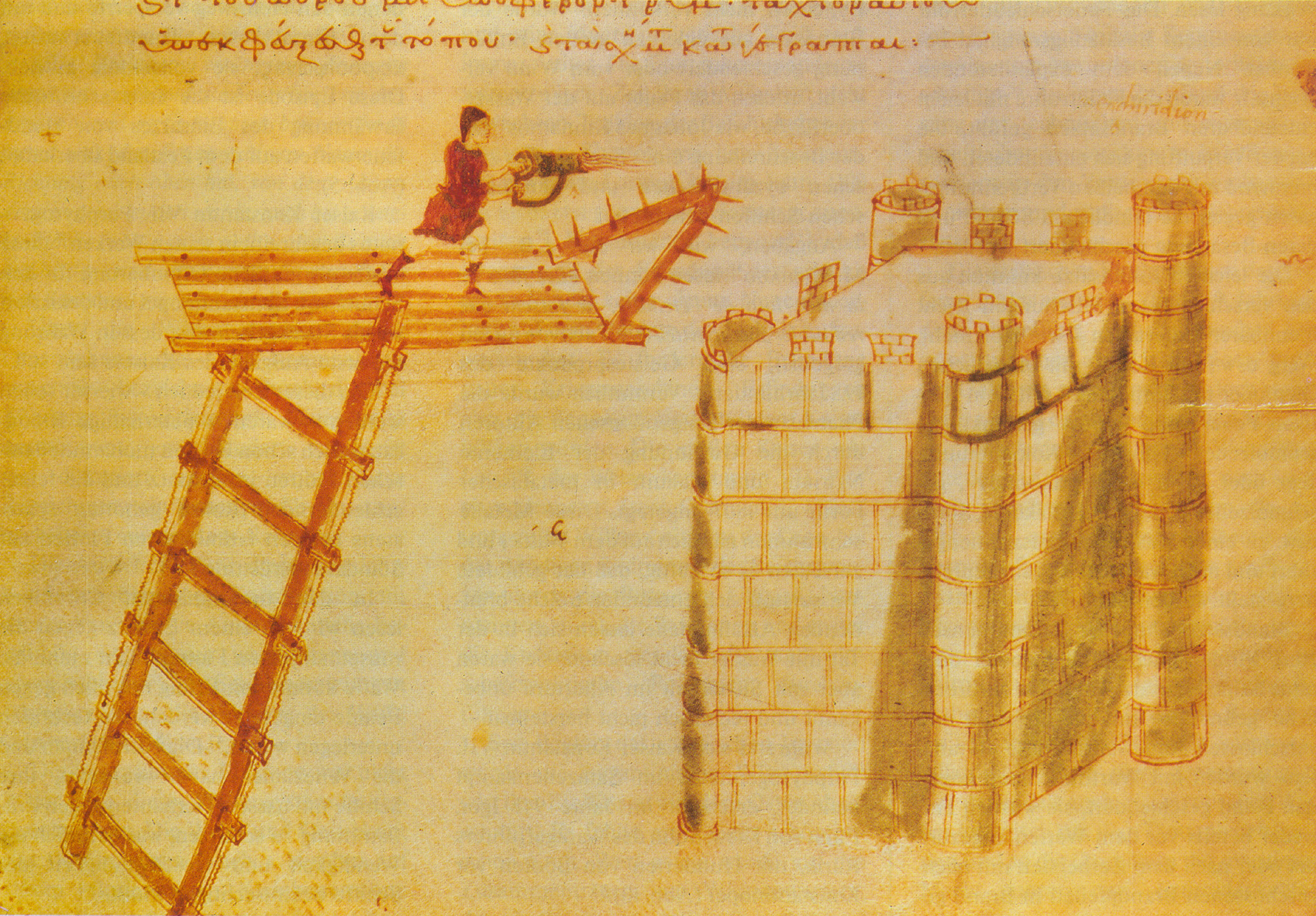
Uso de um querosifão (cheirosiphōn; sifão manual), um lança-chamas portátil, usado do alto de uma ponte flutuante contra um castelo. Iluminura do Poliorcética de Herão de Bizâncio.

O principal método de utilização do fogo grego, que o diferencia de substâncias similares, era seu lançamento através de um tubo (sifão), para uso a bordo de navios ou em cercos. Lançadores portáteis (querosifões) foram também desenvolvidos, supostamente pelo imperador Leão VI. Os manuais militares bizantinos também mencionam que jarros (chytrai ou tzykalia) cheios com o fogo grego e estrepes amarrados com estopa e embebidos na substância eram lançados por catapultas, enquanto gruas pivotantes (gerania) eram empregadas para derramá-la sobre os navios inimigos.
Os querosifões especificamente eram prescritos por vários autores militares do século X para uso em terra e em cercos, tanto contra armas de cerco quanto contra os defensores nas muralhas, e seu uso é descrito no Poliorcética de Herão de Bizâncio. Os dromons bizantinos normalmente tinham um sifão instalado em sua proa, abaixo do castelo de proa, mas mecanismos adicionais, dependendo da situação, podiam também ser colocados em outros locais no navio. Assim, em 941, quando os bizantinos estavam enfrentando uma frota Rus’ muito maior, sifões foram instalados também entre os navios e mesmo à popa.

## Lançadores
O uso de lançadores tubulares (σίφων, siphōn) está amplamente atestado em fontes contemporâneas. Ana Comnena dá conta de lançadores de chamas gregos com formas de animais sendo montados na proa de navios de guerra:
| “ | Quando ele [o imperador Aleixo I Comneno] soube que Pisa era hábil na guerra naval e temeu uma batalha contra ela, na proa de cada navio fez colocar uma cabeça de leão ou outro animal terrestre, feito de latão ou ferro com a boca aberta e depois dourado, de modo que seu simples aspecto era aterrorizante. E o fogo que era para ser dirigido contra o inimigo através dos tubos, ele fez passar pelas bocas das feras, de modo a parecer que os leões e outros monstros similares estavam vomitando o fogo. | ” |

Algumas fontes fornecem mais informação sobre a composição e função do mecanismo completo. O manuscrito de Volfembutel, em particular, apresenta a seguinte descrição:
| “ | …tendo construído um forno bem na frente do navio, eles montaram sobre ele um vaso de cobre cheio dessas coisas, tendo colocado fogo por baixo dele. E um deles, tendo feito um tubo de bronze similar àquele que os recrutas chamavam squitiatoria, “seringa”, com que os meninos brincam, eles o esguicharam sobre o inimigo. | ” |

Outro registro, possivelmente de primeira mão, do uso do fogo grego vem da saga Yngvars saga víðförla, do século XI, onde o viquingue Inguar, o Viajado enfrenta navios equipados com armas com o fogo grego:
| “ | [Eles] começaram a soprar com foles de ferreiro sobre um forno em que havia fogo, e daí veio um grande estrondo. Lá havia também um tubo de latão (ou bronze), e dele saiu muito fogo contra um navio, e ele se queimou rapidamente, de modo que todo ele se transformou em cinzas brancas... | ” |

O registro, embora enfeitado, confere com muitas das características do fogo grego conhecidas por outras fontes, tal como o grande estrondo que acompanhava a sua descarga. Esses dois textos são também as duas únicas fontes que explicitamente mencionam que a substância era aquecida sobre um forno antes de ser lançada; embora a validade destas informações esteja aberta a questionamentos, reconstruções modernas basearam-se nelas.
Com base nessas descrições e em fontes bizantinas, John Haldon e Maurice Byrne projetaram um aparato hipotético consistindo de três componentes principais: uma bomba de bronze, que era usada para pressurizar o óleo; um braseiro, usado para aquecer o óleo (πρόπυρον, propyron, "pré-aquecedor"); e o bocal, que era revestido de bronze e montado em um swivel, ou suporte giratório (στρεπτόν, strepton). O braseiro, queimando uma mecha de linho que produzia calor intenso e a característica fumaça espessa, era usado para aquecer o óleo e os outros ingredientes em um tanque selado acima dele, um processo que também ajudava a dissolver as resinas numa mistura fluida. A substância era pressurizada pelo calor e pelo uso de uma bomba. Depois de atingir a pressão desejada, uma válvula conectando o tanque ao swivel era aberta e a mistura era descarregada pela sua extremidade, pegando fogo na boca a partir de alguma fonte de calor. O calor intenso da chama tornava necessário o uso de escudos feitos de ferro (βουκόλια, boukolia), o que é comprovado pelos inventários da frota.
O processo para operar o projeto de Haldon e Byrne era perigoso, uma vez que a crescente pressão podia facilmente fazer explodir o tanque de óleo aquecido, uma falha que não foi registrada como um problema com a arma histórica. Nos experimentos conduzidos por Haldon em 2002, para o episódio “Fireship” da série de televisão Máquinas que o Tempo Esqueceu, nem mesmo as modernas técnicas de soldagem puderam assegurar o isolamento adequado do tanque de bronze sob pressão. Isto levou ao reposicionamento da bomba de pressão entre o tanque e o bocal. O aparelho em tamanho real construído nessas bases demonstrou a efetividade do projeto do mecanismo, mesmo com os materiais e técnicas simples disponíveis para os bizantinos. O experimento utilizou petróleo misturado com resinas de madeira e obteve uma chama com temperatura acima de 1000 °C e um alcance efetivo de mais de 15 metros. 

## Lançadores portáteis

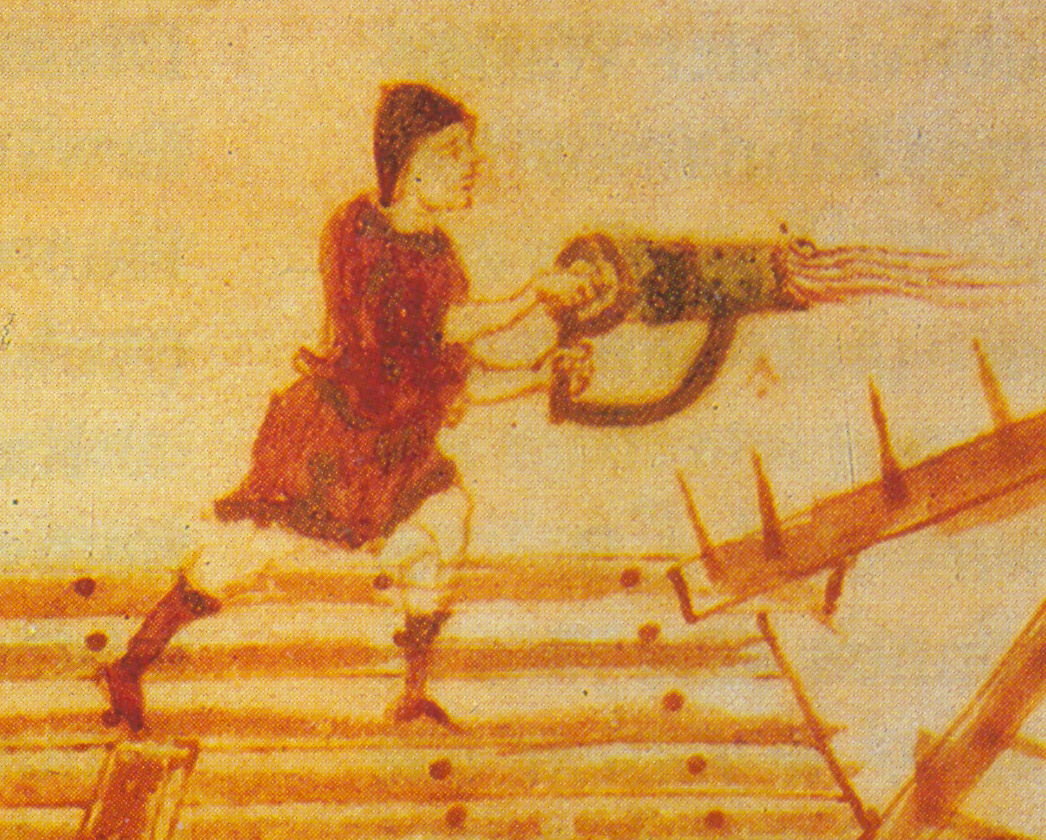
Detalhe de um querosifão

O querosifão portátil ("sifão de mão”), o mais antigo análogo a um moderno lança-chamas, é amplamente atestado nos documentos militares do século X e recomendado para uso tanto no mar como em terra. Ele primeiro aparece na Táctica do imperador Leão VI, o Sábio, que alega tê-lo inventado. Autores subsequentes continuaram a mencionar o querosifão, especialmente para uso contra torres de cerco, embora Nicéforo II Focas também aconselhasse seu uso em exércitos de campo, com o objetivo de romper a formação do inimigo.
Apesar de tanto Leão VI quanto Nicéforo Focas indicarem que a substância usada nos querosifões fosse a mesma dos aparelhos estáticos instalados nos navios, Haldon e Byrne consideram que a primeira fosse manifestamente diferente dos seus primos maiores, e teorizam que o aparelho fosse fundamentalmente diferente, “uma simples seringa que esguichava tanto o fogo líquido (presumivelmente não aceso) quanto líquidos tóxicos para repelir as tropas inimigas. Entretanto, as ilustrações do Poliorcética de Herão mostram o querosifão também atirando a substância em chamas.

## Granadas

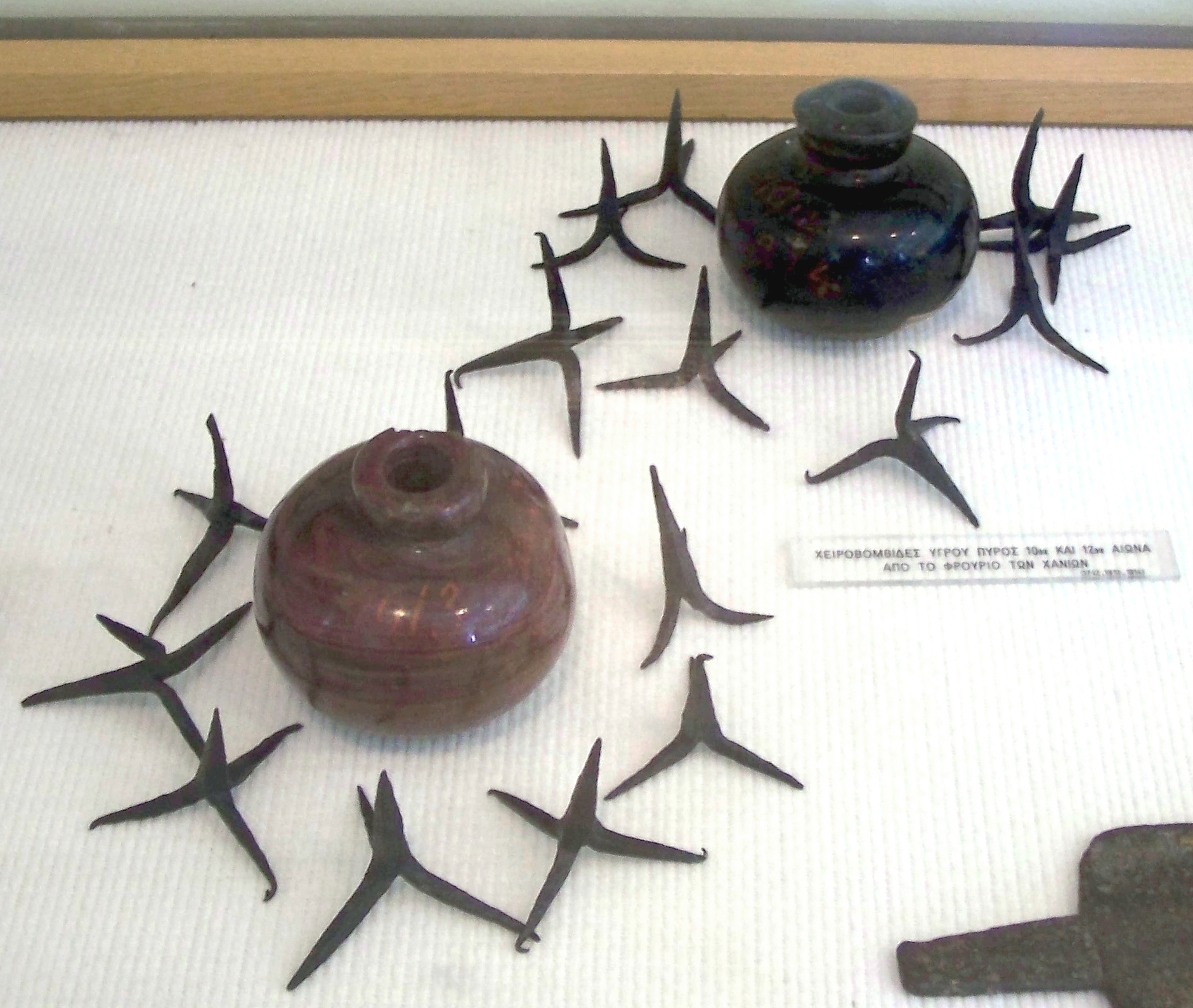
Granadas de cerâmica que eram enchidas com fogo grego, envolvidas com estrepes, século X – XII, Museu Histórico Nacional, Atenas, Grécia.

Na sua forma inicial, o fogo grego era arremessado sobre as forças inimigas como uma bola envolta em pano em chamas, talvez contendo um frasco, usando uma forma de catapulta leve, mais provavelmente uma variante marítima da catapulta leve romana, ou onagro. Elas eram capazes de atirar projéteis leves (em torno de 6 a 9 kg) a distâncias de 350 a 450 metros.

## Efetividade e contramedidas
Embora o poder de destruição do fogo grego seja indiscutível, ele não deve ser visto como uma espécie de “arma milagrosa”, nem ele tornou a marinha bizantina invencível. Ele não era, nas palavras do historiador naval John Prior, um destruidor de navios comparável ao rostro, que na época já tinha caído em desuso. Apesar de o fogo grego ter permanecido como uma arma potente, suas limitações eram significativas quando comparadas a formas mais tradicionais de artilharia: na sua versão de lançamento por sifões, ele tinha um alcance limitado, e só podia ser usado com segurança em mar calmo e em condições favoráveis de vento. Ao final, as marinhas muçulmanas se adaptaram a ele, permanecendo ao largo de seu alcance efetivo e desenvolvendo métodos de proteção, como feltro ou couro embebidos em vinagre.

## Na cultura popular
O fogo grego apareceu no filme Piratas do Caribe: Navegando em Águas Misteriosas, de 2011, como uma arma naval usada pelo personagem Barba Negra, bem como nos videogames Assassin's Creed: Revelations, Medieval II: Total War: Kingdoms, Ragnarok Online e Rise of the Tomb Raider.
Tanto a discussão acadêmica sobre o fogo grego quanto uma demonstração medieval dele aparecem na novela Timeline, de Michael Crichton, bem como em sua adaptação cinematográfica de 2003.
Uma substância similar, conhecida como “fogovivo”, é usada numa batalha naval no livro A Fúria dos Reis de George R. R. Martin. Esta substância verde é arremessada em frágeis jarros de cerâmica, nunca por tubos, e é, aparentemente, parcialmente mágica na natureza, mas, como o fogo grego, queima na água.
Um líquido autoinflamável foi mencionado como “fogo grego” nos episódios 7-11 da primeira temporada da série de TV Copper, da BBC America.
O fogo grego é uma arma comum usada na série Percy Jackson & the Olympians, bem como na série subsequente The Heroes of Olympus. A versão de Rick Riordan da arma, entretanto, é verde.
Com o nome de “fogo bizantino”, ele é usado no último episódio da série de TV Robin Hood de 2006. O fogo grego também participa do salvamento da cidade de Boston da destruição na novela The Technologists de Matthew Pearl (Random House, 2012).